# Saint-Ghislain
Saint-Ghislain (pcd. Sint-Guilin) – miasto w południowej Belgii, w Regionie Walońskim, w prowincji Hainaut, w okręgu Mons. 1 stycznia 2024 roku liczyła 23 743 mieszkańców.

## Podział administracyjny
W skład gminy wchodzi sześć dzielnic (section):
- Baudour
- Hautrage
- Neufmaison
- Sirault
- Tertre
- Villerot

## Współpraca
Miejscowości partnerskie:
- Saint-Lô, Francja
- Sierakowice, Polska